# 1920 en chimie
Cet article présente les faits marquants de l'année 1920 en chimie.

## Évènements
- Le chimiste allemand Hermann Staudinger décrit une réaction proche de la réaction de Barton-Kellogg[1], ce qui fait qu'elle est parfois aussi appelée couplage diazo-thiocétone de Staudinger. La réaction de Barton-Kellogg est réellement découverte en 1970 de façon simultanée et indépendante par le chimiste britannique Derek H. R. Barton[2] et par le chimiste néerlandais Richard M. Kellogg[3],[4].

## Prix
- Prix Nobel de chimie : Walther Hermann Nernst en reconnaissance de ses travaux en thermochimie[5],[6].
- Médaille Davy : Charles Heycock sur la base de ses travaux en physico-chimie et plus particulièrement sur la composition et la constitution des alliages[7],[8],[9].
- Médaille William-H.-Nichols : Irving Langmuir[10]

## Publications
- Henri Vigreux, Le soufflage du verre dans les laboratoires scientifiques et industriels, Paris, Dunod et Pinat, 1920, 2e éd., 285 p. (lire en ligne)[11]

## Naissances
- 2 février : Raymond Daudel (mort en 2006), chimiste théorique français.
- 30 mars : Daniel Koshland (mort en 2007), biochimiste américain et éditeur de Science.
- 13 avril : Jacques-Émile Dubois (mort en 2005), chimiste français.

- 13 juin[12] : Rolf Huisgen (mort en 2020), chimiste allemand.
- 16 juin : Raymond Lemieux (mort en 2000), chimiste canadien.
- 25 juillet : Rosalind Franklin (morte en 1958), chimiste et cristallographe britannique pionnière de la biologie moléculaire.
- 26 août : Alberte Pullman, chimiste théoricienne française.
- 29 septembre : Peter Mitchell (mort en 1992), chimiste anglais, prix Nobel de chimie en 1978.

- 3 octobre : Harvey Itano (mort en 2010), biochimiste américain.
- 11 octobre : Jean Montreuil (mort en 2010), biochimiste français.

- 6 décembre : George Porter (mort en 2002), chimiste britannique.
- 9 décembre : Camille Sandorfy (mort en 2006), chimiste québécois.

## Décès
- 20 juin[13] : Ludwig Gattermann (né en 1860), chimiste allemand.
- 21 juin : Marie-Adolphe Carnot (né en 1839), chimiste, géologue, homme politique et homme d'affaires français.
- 7 novembre : Félix Pisani (né en 1831), savant, chimiste et minéralogiste français.
- 3 décembre : William de Wiveleslie Abney (né en 1843), astronome, chimiste et photographe britannique.